# Euffigneix
Euffigneix ist eine französische Gemeinde mit 299 Einwohnern (Stand: 1. Januar 2022) im Département Haute-Marne in der Region Grand Est. Sie gehört zum Arrondissement Chaumont und zum Kanton Chaumont-1. Die Einwohner werden heute Euffinois und Euffinoises genannt.

## Geographie
Euffigneix liegt etwa sieben Kilometer westnordwestlich des Stadtzentrums von Chaumont. Umgeben wird Euffigneix von den Nachbargemeinden Jonchery im Norden und Osten, Villiers-le-Sec im Süden und Südosten, Buxières-lès-Villiers im Süden und Südwesten, Autreville-sur-la-Renne im Westen sowie Gillancourt im Nordwesten.

## Gott von Euffigneix

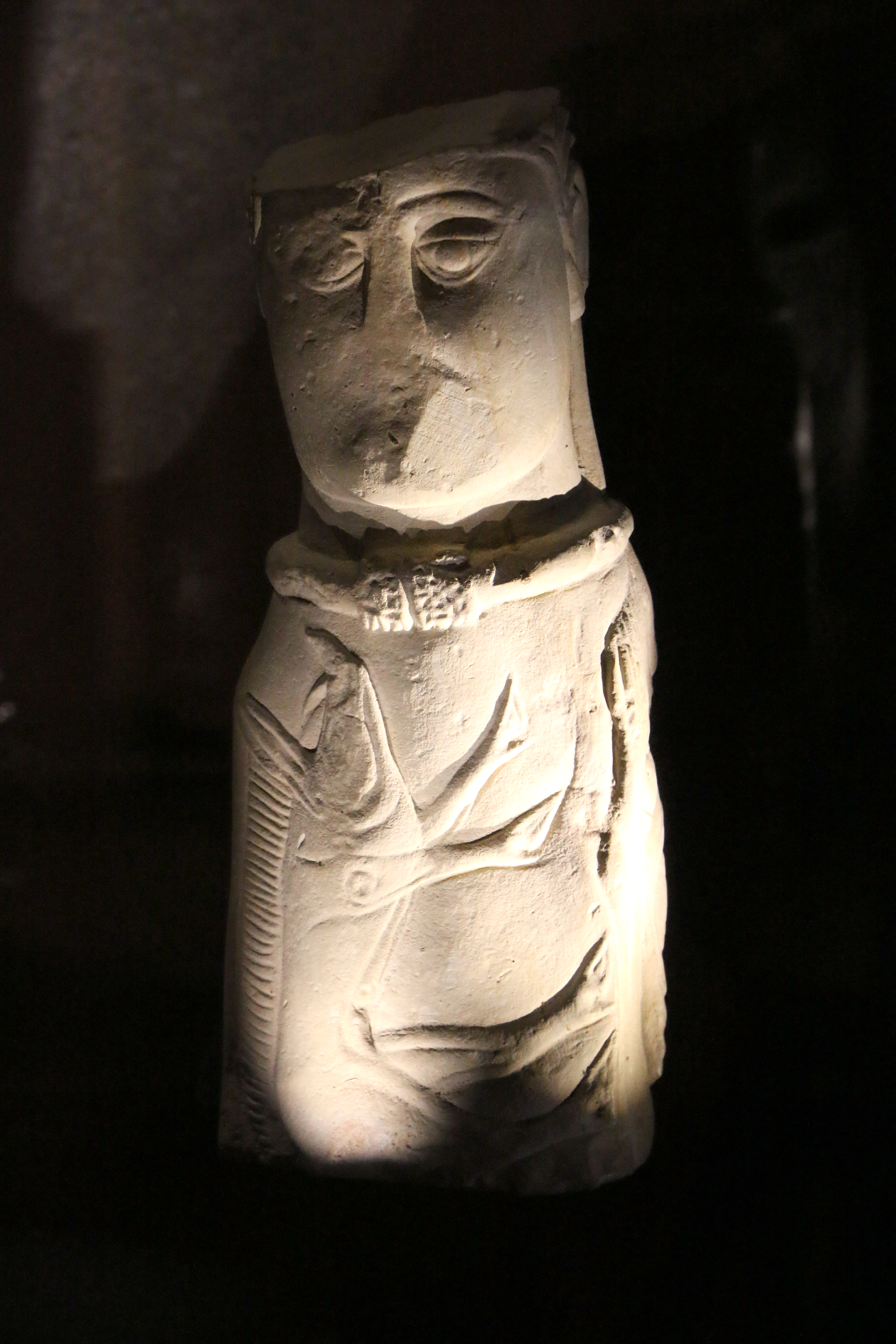
Gott von Euffigneix

Die Steinnachbildung eines Xoanon, die kleine keltische Statuette, bekannt als „Gott von Euffigneix“, stellt ein wichtiges Element der gallischen Kunst dar und ist in den römisch-gallischen Räumen des Nationalen Archäologiemuseums in Saint-Germain-en-Laye zu sehen. Es handelt sich um eine der seltenen anthropomorphen Darstellungen eines gallischen Gottes. Menschliche Darstellungen keltischer Götter in Frankreich sind im Wesentlichen galloromanisch. 

## Bevölkerungsentwicklung
| Jahr                       | 1962 | 1968 | 1975 | 1982 | 1990 | 1999 | 2006 | 2019 |
| Einwohner                  | 161  | 164  | 230  | 311  | 302  | 298  | 274  | 302  |
| Quellen: Cassini und INSEE |      |      |      |      |      |      |      |      |

## Sehenswürdigkeiten

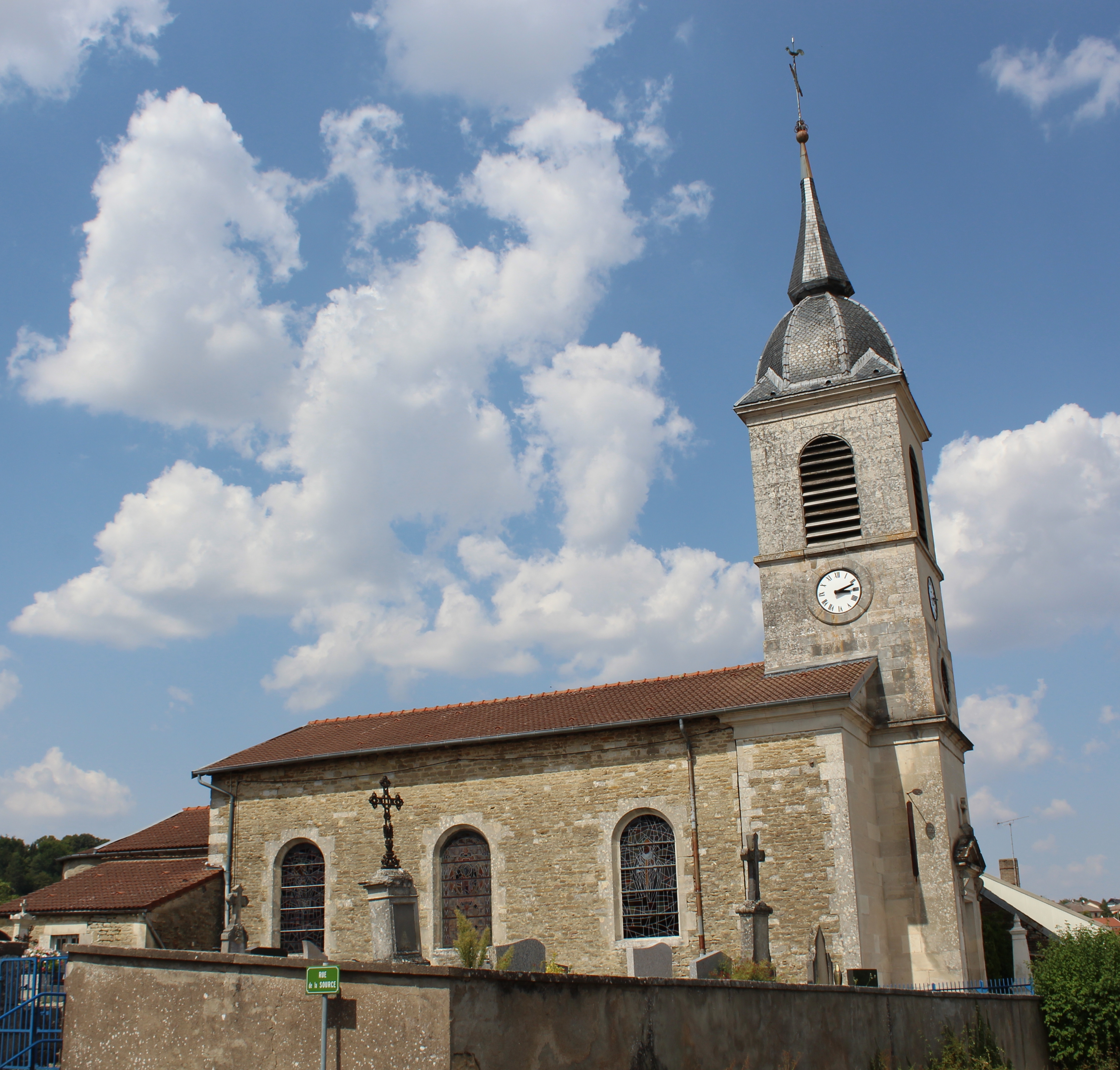
Kirche Saint-Blaise

- Kirche Saint-Blaise